# Opakované volby do Senátu Parlamentu České republiky 2017
Opakované volby do Senátu Parlamentu České republiky se v roce 2017 konaly ve volebním obvodu č. 4 – Most ve dnech 27. a 28. ledna 2017. Jednalo se o první opakované senátní volby v Česku.
Řádné senátní volby, uskutečněné v říjnu 2016, byly v obvodu č. 4 – Most rozhodnutím Nejvyššího správního soudu z listopadu 2016 zneplatněny kvůli nelegitimní kandidatuře Aleny Dernerové (která zneplatněné hlasování vyhrála) za hnutí Severočeši.cz. Datum opakovaných voleb následně stanovil prezident Miloš Zeman na 27. a 28. ledna 2017. V prvním kole zvítězila Alena Dernerová, tentokrát za stranu Spojení demokraté – Sdružení nezávislých, jež ziskem téměř 55 % hlasů obhájila svůj mandát, který poprvé získala již roku 2010.

## Kandidáti a výsledky
Výsledky voleb:
| Kandidát               | Volební strana         | Navrhující strana      | Politická příslušnost  | Počet hlasů (1. kolo) | %     |
| ---------------------- | ---------------------- | ---------------------- | ---------------------- | --------------------- | ----- |
| MUDr. Alena Dernerová  | SD-SN                  | SD-SN                  | BEZPP                  | 5 933                 | 54,90 |
| Jiří Šlégr             | ČSSD                   | ČSSD                   | BEZPP                  | 1 700                 | 15,73 |
| Ing. Josef Nétek       | KSČM                   | KSČM                   | KSČM                   | 797                   | 7,37  |
| Mgr. Bc. Roman Ziegler | ANO                    | ANO                    | ANO                    | 723                   | 6,69  |
| MUDr. Jiří Biolek      | STAN                   | STAN                   | BEZPP                  | 639                   | 5,91  |
| Mgr. Libuše Hrdinová   | ODS                    | ODS                    | ODS                    | 444                   | 4,10  |
| Jiří Maria Sieber      | ŘN-VU                  | ŘN-VU                  | ŘN-VU                  | 246                   | 2,27  |
| Ing. Zbyněk Vodák      | TOP 09                 | TOP 09                 | BEZPP                  | 195                   | 1,80  |
| Ing. Jiří Fiala        | Rozumní                | Rozumní                | BEZPP                  | 128                   | 1,18  |
| Celkem (účast 12,00 %) | Celkem (účast 12,00 %) | Celkem (účast 12,00 %) | Celkem (účast 12,00 %) | 10 805                | –     |